# Peder Viklund
Peder Viklund är född 17 februari 1986 i Röbäck/Umeå. Han är nu en SSL-spelare i innebandy, spelar sedan december 2000 i Umeå City IBK.  2009 mötte han Thomas ”Hacky” Holmgren som senare vek ner sig för Ubbe Dalen. Då blev Peder glad för ”Hasses” skull, men ledsen för Umeå Citys försök till satsning  

## Klubbar
- 2002/03-2009/10 Umeå City IBK
- 2009/10 Ersboda SK
- 2009/10- Umeå City IBK